# トマス・ルイス・デ・ビクトリア

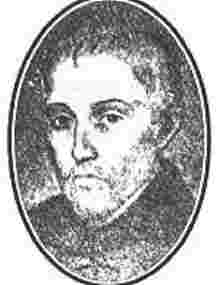
トマス・ルイス・デ・ビクトリア

トマス・ルイス・デ・ビクトリア（Tomás Luis de Victoria, 1548年　アビラ - 1611年8月27日）は、黄金世紀スペインの生んだルネサンス音楽最大の作曲家の一人。16世紀スペインの作曲家では最も有名であり、多くの人からパレストリーナに次ぐポリフォニックな教会音楽の大家と見なされている。

## 生涯
少年期にセゴビアでバルトロメー・デ・エスコベドに学んだらしい。1564年頃にローマに行き、イエズス会の会士となった。この頃にパレストリーナに師事したようだが、これについては状況証拠しか残っていない。とはいえビクトリアがパレストリーナの様式に影響されているのは確かである。ビクトリアはイエズス会の修道院で一連の楽長職を務めたのち、1575年に司祭として叙階された。
しかしながらイタリアに逗留することなく、1586年になるとスペインに帰国、今度は、マドリッドのデスカルサス・レアレス女子修道会の一員となった皇太后マリアに奉職することになる。ビクトリアは終生にわたってこの修道会にとどまり、司祭・作曲家・合唱指揮者・オルガニストなど、数々の役割をこなした。皇太后マリアは神聖ローマ帝国皇帝マクシミリアン2世の妃であり、スペイン王フェリペ2世の妹だった人物である。
ビクトリアは対抗改革期のスペインで最も重要な作曲家であり、後期ルネサンス においては最もすぐれた宗教音楽の作曲家である。ビクトリアの作品は20世紀に復活を遂げ、近年たくさんの録音が制作されている。数多くの評者がビクトリア作品に、神秘的な烈しさと、直接に感情に訴えかけてくる特質を認めている。これらの特徴は、見方によっては、ビクトリアの偉大な同時代のイタリア人、パレストリーナの作品には見当たらない。パレストリーナ作品は、技術的には申し分ないが、情緒的には超然としているからである。
様式的に見るとビクトリア作品は、多くの同時代の作曲家と同様の凝った対位法は遠ざけて、単純な旋律線とホモフォニックなテクスチュアを好んでいるが、それでもなお多種多彩なリズムの変化や、時に驚くほどの明暗の対比を内に秘めている。旋律の書法や不協和音の扱いはパレストリーナよりもずっと自由である。ビクトリアは随所で、16世紀の厳格対位法では禁則とされていた音程、たとえば上行する長6度音程を用いた。あるいはモテット《聖なるマリアよ、顧みたまえ Sancta Maria, succurre》において、旋律中の嘆きを表す楽句に臨時記号のついた減4度音程をさえ使っている。ビクトリアは時どき、通常はマドリガーレに使われるような音画技法も利用した。ビクトリアの宗教曲のいくつかは器楽も用いており（16世紀スペインの宗教曲には異例の慣習）、さらには、ヴェネツィアのサン・マルコ大聖堂につとめるヴェネツィア楽派の作曲家がしたように、分割合唱のための作品も残した。
ビクトリアの最も美しく、かつ最も洗練された作品の一つが、かの偉大な「死者のためのミサ曲」である。この作品は、1586年以来ビクトリアの主人であった皇太后マリアの葬礼のために作曲された。